# Anaerobe lijm
Anaerobe lijm is een lijm die bestaat uit acrylpolyester-monomeren. 
De lijmverbinding komt tot stand door polymerisatie van de monomeren. Het polymerisatieproces (vorming van lange ketens) komt tot stand door het uitsluiten van de zuurstof. Anaeroob betekent 'zonder lucht'. Als zuurstof wordt uitgesloten, veranderen de peroxiden door de reactie met metaalionen in vrije radicalen. De vrije radicalen zetten de monomeren aan tot het vormen van lange ketens. 
Een vrije radicaal is een atoom of molecuul met een nog ongebruikte bindingsmogelijkheid. Die ongebruikte bindingsmogelijkheden zijn als een soort haken die zich graag ergens aan vast willen grijpen.
Toepassingsgebieden zijn:
- As- en schroefdraadborging
- Pijpafdichtingen
- Het borgen van lagers